# Rioumajou et Moudang
Rioumajou et Moudang este o arie protejată (sit de importanță comunitară — SCI) din Franța întinsă pe o suprafață de 9.522 ha, integral pe uscat.

## Localizare
Centrul sitului Rioumajou et Moudang este situat la coordonatele 42°44′25″N 0°17′09″E / 42.74028°N 0.28583°E.

## Înființare
Situl Rioumajou et Moudang a fost declarat arie specială de conservare în baza directivei 92/43 din 1992 referitoare la conservarea habitatelor naturale și a faunei și florei sălbatice pentru a proteja 2 specii de plante și 6 specii de animale.

## Biodiversitate
Situată în ecoregiunea alpină, aria protejată conține 18 habitate naturale: Râuri de munte și vegetația erbacee de pe malurile acestora, Pajiști alpine și boreale, Pajiști silicioase din Pirinei cu Festuca eskia, Liziere de ierburi înalte hidrofile de câmpie și de nivel montan până la alpin, Turbării active, Mlaștini turboase de tranziție și turbării mișcătoare, Grohotișuri silicioase de la nivelul montan până la nivelul zăpezii (Androsacetalia alpinae și Galeopsietalia ladani), Grohotișuri termofile și vest-mediteraneene, Pante stâncoase calcaroase cu vegetație casmofită, Pante stâncoase silicioase cu vegetație casmofită, Roci stâncoase cu vegetație pionieră de Sedo-Scleranthion sau Sedo albi-Veronicion dillenii, Păduri montane și subalpine de Pinus uncinata (* dezvoltate pe substrat gipsos sau calcaros), Ape stătătoare oligotrofe până la mezotrofe, cu vegetație de Littorelletea uniflorae și/sau de Isoëto-Nanojuncetea, Păduri de fag acidofile atlantice, cu subarboret de Ilex și, uneori, de asemenea, Taxus, la nivelul arbuștilor (Quercion robori-petraeae sau Ilici-Fagenion), Pajiști uscate seminaturale și facies de acoperire cu tufișuri pe substraturi calcaroase (Festuco-Brometalia) (* situri importante pentru orhidee), Mlaștini alcaline, Pajiști alpine și subalpine calcaroase, Formațiuni ierboase bogate în specii de Nardus, dezvoltate pe substraturi silicioase în zone montane (și în zone submontane, în Europa continentală).
La baza desemnării sitului se află mai multe specii protejate:
- plante (2): Androsace pyrenaica, Buxbaumia viridis
- mamifere (5): liliac cârn (Barbastella barbastellus), Galemys pyrenaicus, liliac cu urechi de șoarece (Myotis blythii), liliac cărămiziu (Myotis emarginatus), liliac comun (Myotis myotis)
- reptile (1): Iberolacerta bonnali

Pe lângă speciile protejate, pe teritoriul sitului au mai fost identificate 5 specii de plante, 5 specii de păsări, 1 specie de amfibieni, 10 specii de mamifere, 10 specii de nevertebrate.